# Сплеснатост
Сплеснатостта е мярка за свиването на кръг или сфера по диаметъра, при което се образува елипса или елипсоид. Сплеснатостта е свойството на дадена планета да се издува около екватора поради въртенето около собствената си ос. Центробежната сила (която всъщност е фиктивна сила, противодействаща на центростремителната сила) е балансирана от гравитацията на планетата. Сплеснат сфероид е елипсоид, имащ две равни на дължина оси и една по-къса.
Сплеснатостта може да бъде изразена по следния начин:
{\displaystyle \epsilon ={R_{e}-R_{p} \over R_{e}}\approx {3\pi  \over 2GT^{2}\rho }}
където {\displaystyle R_{e}} е екваториалният радиус и {\displaystyle R_{p}} е полярният радиус. Тази формула е валидна за течно тяло с еднородна плътност, като сплеснатостта зависи от гравитационната константа {\displaystyle G}, периода на въртене {\displaystyle T} и плътността {\displaystyle \rho }.